# ماركوس بينك
ماركوس بينك لاعب كرة قدم نمساوي محترف يلعب حاليًا مع نادي أوستريا كلاغنفورت.